# Tethysbaena juriaani
Tethysbaena juriaani är en kräftdjursart som beskrevs av H. P. Wagner 1994. Tethysbaena juriaani ingår i släktet Tethysbaena och familjen Monodellidae. Inga underarter finns listade i Catalogue of Life.